# اشکال ناهمواری در نواحی خشک
اشکال ناهمواری در نواحی خشک (به فرانسوی: Le modele des regions seches) کتابی از ژان تریکار با ترجمهٔ مهدی صدیقی و محسن پورکرمانی است که در سال ۱۳۶۹ منتشر و در مراسم کتاب سال جمهوری اسلامی ایران به‌عنوان کتاب شایسته تقدیر معرفی شد.